# Mistrovství České republiky v cyklokrosu 2008
Mistrovství České republiky v cyklokrosu 2008 se konalo 5. ledna 2008 v Mnichově Hradišti.
Mistrovství bylo 8. a zároveň posledním závodem sezony 2007/08 českého poháru v cyklokrosu. Závodu se zúčastnili závodníci kategorií elite a do 23 let. Okruh závodu měřil 2 600 m a závodníci ho absolvovali dvanáctkrát. Ze 33 závodníků 2 nedokončili.

## Přehled
| Poř.             | Jméno           | Čas         |
| ---------------- | --------------- | ----------- |
| Zlatá medaile    | Zdeněk Štybar   | 1:03:30 h   |
| Stříbrná medaile | Radomír Šimůnek | + 00:25 min |
| Bronzová medaile | Lukáš Klouček   | + 01:00 min |
| 4                | Zdeněk Mlynář   | + 01:11 min |
| 5                | Kamil Ausbuher  | + 01:28 min |
| 6                | Martin Bína     | + 02:00 min |